# Адам Демос
Адам Демос (енгл. Adam Demos; Вулонгонг, 24. мај 1985) аустралијски је глумац.

## Детињство и младост
Рођен је 24. маја 1985. године у Вулонгонгу, у Новом Јужном Велсу. Син је Гркиње Линди Демос. Рођак је аустралијског кошаркаша Тајсона Демоса.

## Приватни живот
Током 2020. почео је да се забавља са Саром Шахи коју је упознао на снимању серије Секс и живот.

## Филмографија
| Улоге     |                      |               |             |              |
| Година    | Српски назив         | Изворни назив | Улога       | Напомена     |
| 2019.     | Љубав на први поглед |               | Џејк Тејлор | главна улога |
| 2021—2023 | Секс и живот         |               | Бред Сајмон | главна улога |
| 2022.     | Савршена комбинација |               | Макс Вон    | главна улога |